# پاکستانی‌های ایران
پاکستانی‌های ایران، به شهروندان پاکستانی که در ایران سکونت دارند، گفته می‌شود. این اقوام شامل پاکستانی‌هایی می‌شود که در ایران از والدینی پاکستانی زاده شده‌اند. آمار جمعیت پاکستانی‌ها در ایران توسط بنیاد پاکستانی‌های خارج از کشور، در بین ۱۰٫۰۰۰ تا ۱۰۰٫۰۰۰ در سال ۲۰۱۲ برآورد شده بود. پیشینه قابل توجهی از آنان را دانشجویان تشکیل می‌دهند؛ که در اطراف تهران پراکنده می‌باشند. جمعیتی از بلوچ‌های پاکستانی نیز به ایران مهاجرت کرده‌اند.